# レテセンベト・ギデイ
レテセンベト・ギデイ（英語：Letesenbet Gidey、ティグリニャ語：ለተሰንበት ግደይ、1998年3月20日 - ）は、エチオピアの長距離走者である。
女子10000メートル世界記録保持者。2020年東京オリンピックでは、女子10000mで銅メダルを獲得した。

## 概要
2020年10月8日、バレンシアワールドレコードデイ女子5000mで、同胞ティルネシュ・ディババの持つ世界記録を更新する14分06秒65の世界記録を樹立した（後の2023年にフェイス・キピエゴンが14分5秒20に更新）。
彼女はイングリッド・クリスチャンセン以来、２つの世界記録を同時に保持した女性アスリート である。
2021年6月8日、オランダ・ヘンゲロで行われた東京オリンピックエチオピア代表選考会女子10000mで、2日前にオランダのシファン・ハッサンが樹立した世界記録を5秒79更新する29分01秒03の世界記録新を樹立した。

## 実績

### 自己ベスト
（屋外記録）
- 5000m - 14分06秒65 2020年10月8日 スペインバレンシア
- 10000m - 29分01秒03 2021年6月8日 オランダヘンゲロ